# 바쿠 국립 대학교
바쿠 국립 대학교(아제르바이잔어: Bakı Dövlət Universiteti, BDU, 영어: Baku State University, BSU)는 아제르바이잔 바쿠에 위치한 공립 대학교이다. 1919년 아제르바이잔 민주공화국 의회에 의해 설립된 이 대학은 역사와 언어학, 물리학과 수학, 법과 의학의 학부로 시작하여 1094명의 초기 등록자를 배출했다. 바쿠 국립 대학교의 초대 총장은 카잔 대학교의 외과 교수였던 바실리 라주모프스키였다.
1930년, 정부는 고등 교육의 재편에 따라 대학 폐쇄를 명령했고, 대학은 최고 교육 기관으로 대체되었다. 하지만, 1934년에 그 대학은 다시 설립되었고 교수진 부족을 경험한 제2차 세계 대전의 어려운 세월 동안 계속 일했다.
1959년 40주년이 되었을 때, 그 대학은 이미 13개의 학부를 가지고 있었다. 아제르바이잔 의과 대학교와 아제르바이잔 주립 경제 대학교는 둘 다 바쿠 국립 대학교의 원래 학부에서 분리되었다.
바쿠 국립 대학교의 졸업생들 중에는 아제르바이잔의 두 전직 대통령인 애뷜패즈 엘치배이와 헤이다르 알리예프가 있다. 전자는 아랍어 문학부를 졸업했고, 후자는 30년 이상 아제르바이잔의 정치적 삶을 지배한 역사학부를 졸업했다. 노벨상을 수상한 물리학자 레프 란다우는 1922년과 1924년 사이에 바쿠 국립 대학교에서 공부했다.
바쿠 국립 대학교는 아제르바이잔의 유일한 대학으로, 학업 성취도에 의한 대학 순위와 같은 국제적인 순위 기관에서 순위를 매기고 있으며, 현재 학업 성취도에 의한 대학 순위에서 1872위를 차지하고 있다.

## 역사

1919년 바쿠 국립 대학교의 국장

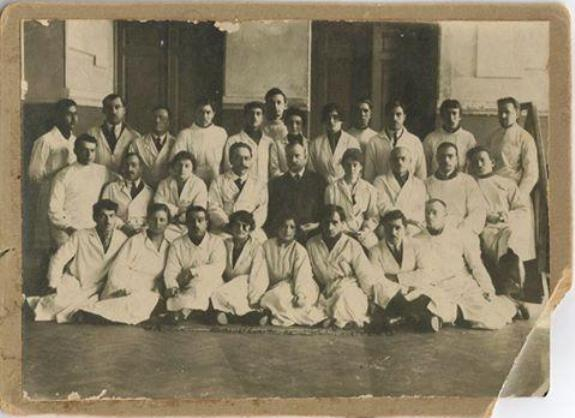
1923년 바쿠 학생 대학교 의학부 학생들

바쿠 국립 대학교는 1919년 9월 1일 아제르바이잔 민주공화국 의회의 결정으로 설립되었다. 이 대학은 4개의 학부(역사학과 언어학, 물리학과 수학, 법학, 의학)의 일부로 설립되었다. 그 대학의 초대 총장은 유명한 외과의사 바실리 라주모프스키였다.
1969년 이후의 세월은 지식과 과학의 방향으로 더 발전한 기간으로 간주될 수 있다. 이 기간 동안 현대의 전문 분야, 부서 및 약 30개의 과학 연구실이 설립되었다. 대학교는 헤이다르 알리예프의 총장직하에서 계속 성장하고 발전했으며, 더 많은 전문 분야, 학과 및 과학 실험실이 운영을 시작했다. 광범위한 역사적 배경을 고려할 때, 바쿠 국립 대학교는 항상 아제르바이잔의 주요 과학 및 교육 중심이었다. 유명한 과학자, 지식인, 정치인 그리고 아제르바이잔의 뛰어난 정치인인 헤이다르 알리예프는 바쿠 국립 대학교를 졸업했다. 2021년 5월 현재, 바쿠 국립 대학교는 55개의 학사와 153개의 석사 학위로 16개의 전공을 제공한다.
바쿠 국립 대학교의 창립 100주년은 2019년 내내 아제르바이잔과 오스트리아 빈 (2019년 9월), 파리 유네스코 본부 (2019년 6월)에서 기념되었다. 2019년 11월 대통령령으로 "바쿠 국립 대학교 100주년 (1919년~2019년) 훈장"을 수여하는 바쿠 국립 대학교 100주년 기념 특별훈장이 수여되었으며, 이후 113명이 이 훈장을 수여받았다.

## 국제 관계
현재, 바쿠 국립 대학교는 구소련의 대부분의 대학을 통합하는 유라시아 대학 협회와 같은 다양한 협회와 기관의 회원이다. 2002년과 2004년 사이에, 바쿠 국립 대학교는 흑해 국가 대학 협회를 이끌었다. 이 대학은 또한 모스크바 국립 대학교, 중동 공과대학교, 니스-소피아 안티폴 대학교, 인디애나 대학교, 키이우 국립 대학교, 빈 대학교 및 여러 다른 고위 기관들과 과학 기술 협력 및 학생-교사 교환 프로그램에 관한 협약을 체결했다.
이러한 계획의 결과로, 그 대학은 공동 과학 회의, 워크샵을 개최하고 교과서를 출판한다.

## 제휴 관계
이 대학은 캅카스 대학 협회의 회원이다.

## 동문
- 애뷜패즈 엘치배이 - 아제르바이잔의 제2대 대통령
- 헤이다르 알리예프 - 아제르바이잔의 제3대 대통령
- 레프 란다우 - 소련의 이론 물리학자